# East Sepik
East Sepik är en provins i Papua Nya Guinea.

## Administrativ indelning
Provinsen är indelad i sex distrikt.
- Ambunti-Dreikikir
- Angoram
- Maprik
- Wewak
- Wosera-Gawi
- Yangoru-Saussia